# Augochloropsis euterpe
Augochloropsis euterpe är en biart som först beskrevs av Holmberg 1886.  Augochloropsis euterpe ingår i släktet Augochloropsis och familjen vägbin. Inga underarter finns listade.